# Chondrosia
Chondrosiida, Chondrosiidae
Ordre
Synonymes
- Chondrosida Boury-Esnault & Lopes, 1985
- Gummineae Schmidt, 1862

Famille
Genre
Synonymes
- Gummina Schmidt, 1862

Chondrosia est un genre d'éponges, le seul de la famille Chondrosiidae et de l'ordre Chondrosiida. L'ordre et la famille sont donc monotypiques.

## Liste d'espèces
Selon World Register of Marine Species (4 mai 2016) :
- Chondrosia chucalla de Laubenfels, 1936
- Chondrosia collectrix (Schmidt, 1870)
- Chondrosia corticata Thiele, 1900
- Chondrosia debilis Thiele, 1900
- Chondrosia pendulus Gammill, 1997
- Chondrosia plebeja Schmidt, 1868
- Chondrosia ramsayi Lendenfeld, 1885
- Chondrosia reniformis Nardo, 1847
- Chondrosia reticulata (Carter, 1886)
- Chondrosia rugosa Hentschel, 1909
- Chondrosia tenochca Carballo, Gomez, Cruz-Barraza & Flores-Sanchez, 2003